# ديشار أنغولي
ديشار أنغولي (الاسم العلمي:Pteris angolensis) هو نوع نباتي يتبع جنس الديشار من فصيلة الديشارية.